# Тиреше (комуна)
Комуна Тиресйо (швед. Tyresö kommun) — адміністративно-територіальна одиниця місцевого самоврядування, що розташована в лені Стокгольм у центральній Швеції.
Тиреше 276-а за величиною території комуна Швеції. Адміністративний центр комуни — район Стокгольма Болльмура.

## Населення
Населення становить 43 764 чоловік (станом на січень 2013 року).
| Кількість населення комуни Тиреше за 1970-2010 роки | Кількість населення комуни Тиреше за 1970-2010 роки | Кількість населення комуни Тиреше за 1970-2010 роки | Кількість населення комуни Тиреше за 1970-2010 роки | Кількість населення комуни Тиреше за 1970-2010 роки |
| --------------------------------------------------- | --------------------------------------------------- | --------------------------------------------------- | --------------------------------------------------- | --------------------------------------------------- |
| Рік                                                 |                                                     |                                                     | Населення                                           |                                                     |
| 1970                                                | 1970                                                |                                                     | 27 112                                              | 27 112                                              |
| 1975                                                | 1975                                                |                                                     | 29 366                                              | 29 366                                              |
| 1980                                                | 1980                                                |                                                     | 31 061                                              | 31 061                                              |
| 1985                                                | 1985                                                |                                                     | 32 161                                              | 32 161                                              |
| 1990                                                | 1990                                                |                                                     | 33 973                                              | 33 973                                              |
| 1995                                                | 1995                                                |                                                     | 36 627                                              | 36 627                                              |
| 2000                                                | 2000                                                |                                                     | 39 071                                              | 39 071                                              |
| 2005                                                | 2005                                                |                                                     | 41 134                                              | 41 134                                              |
| 2010                                                | 2010                                                |                                                     | 42 947                                              | 42 947                                              |
| Джерело: SCB                                        |                                                     |                                                     |                                                     |                                                     |

## Населені пункти
Комуну формують 4 міські поселення (tätort):
- Стокгольм (Stockholm) (частина)
- Бревіксгальвен (Brevikshalvön)
- Ґіммерста (Gimmersta)
- Ракста (Raksta)

## Міста побратими
Комуна підтримує побратимські контакти з такими муніципалітетами:
- Порвоо, Фінляндія
- Цесіс, Латвія
- Вейгерово, Польща
- Савіньї-ле-Тампль, Франція
- Білогородська громада, Україна

## Галерея

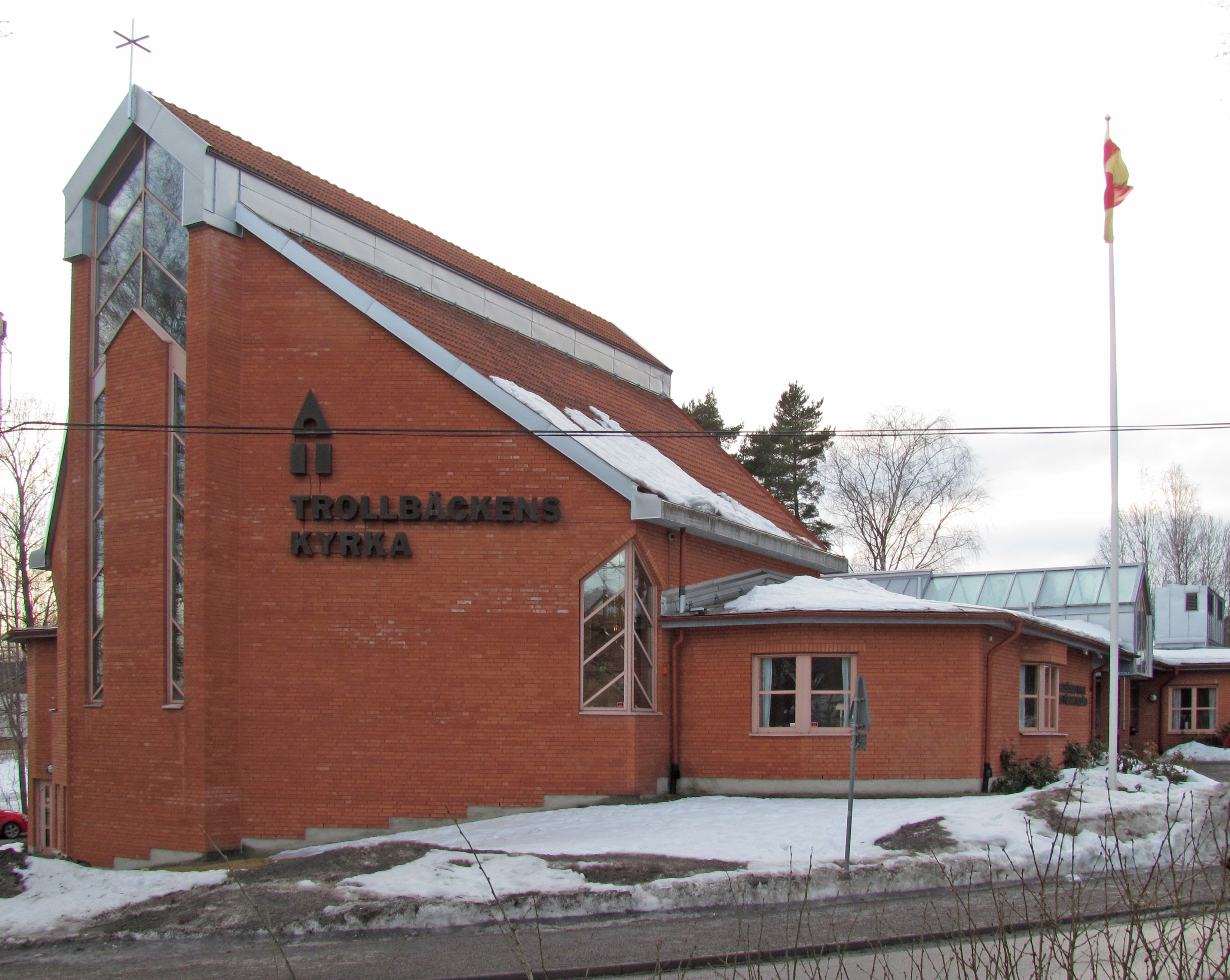
Церква (Тролльбекен)
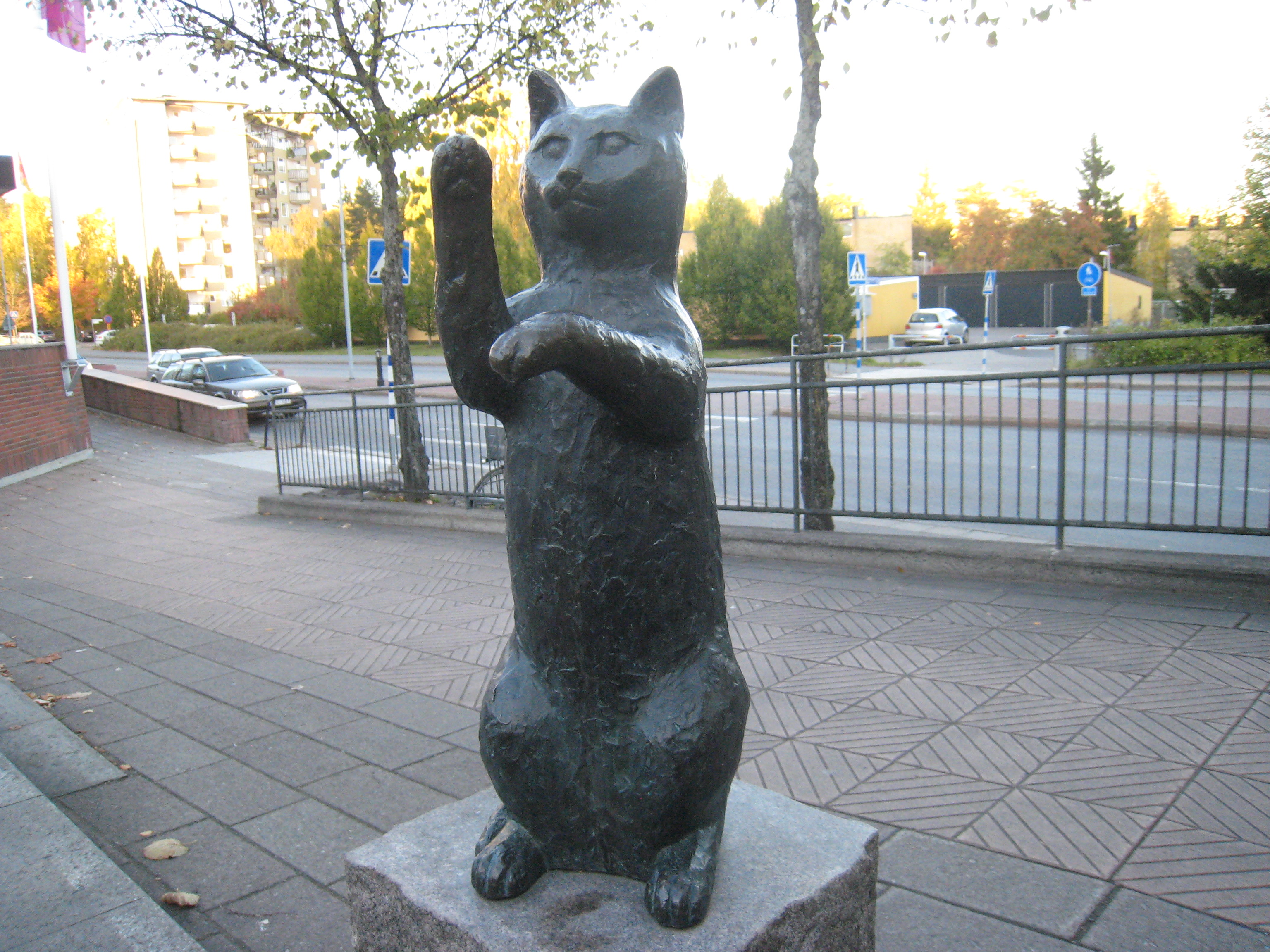
Кіт із Тиреше
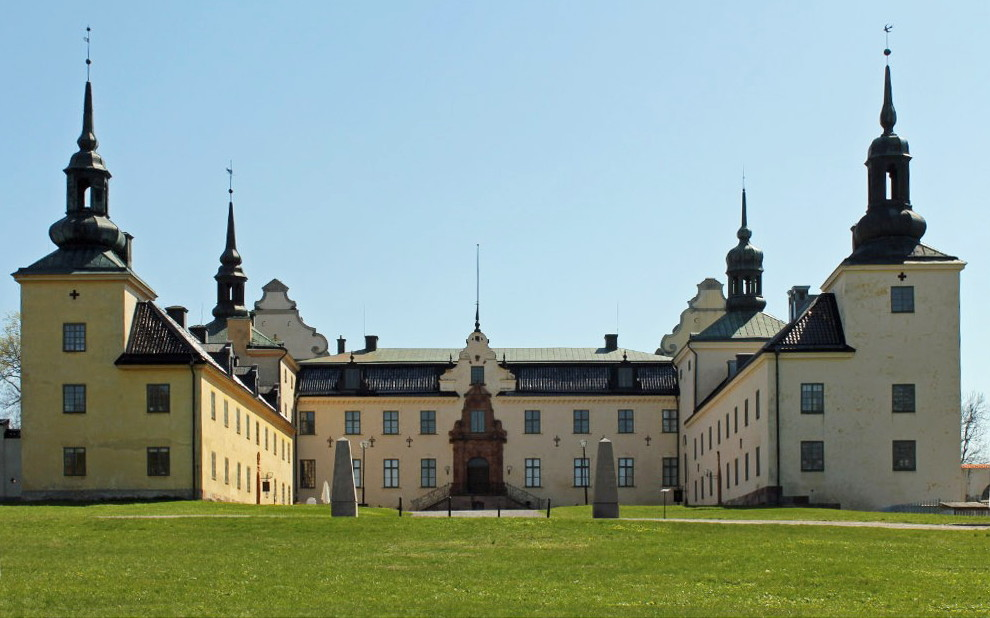
Замок Тиреше

## Виноски
1. ↑  Telegrafbergets naturreservat — Tyresö.
2. ↑  Andersson P. Sveriges kommunindelning 1863-1993 — Mjölby: Draking, 1993. — 132 с. — ISBN 978-91-87784-05-7
3. ↑  Politiker- och nämndregister
4. ↑  https://www.dn.se/arkiv/stockholm/fredrik-sawestahl-tar-over-i-tyreso/
5. ↑  https://www.mitti.se/nyheter/sawestahl-siktar-mot-riksdagen-6.27.13493.208aaddad3
6. ↑  https://sverigesradio.se/artikel/3038716
7. ↑  Folkmangd i riket, lan och kommuner (шв.) . Центральне бюро статистики Швеції. Архів оригіналу за 20 серпня 2013. Процитовано 28 лютого 2013.